# Aielo de Rugat
Aielo de Rugat è un comune spagnolo di 197 abitanti situato nella comunità autonoma Valenciana.